# Stavsäter
Stavsäter, eller Stavsätter, i Vists socken, Östergötlands län var ett säteri och gården fanns redan på 1300-talet.

## Historik
Stavsäter säteri låg i Vists socken, Östergötlands län. År 1332 sålde Ingeborg Dansdotter sin gods i Stavsäter till sin släkting Guttorm Thuresson för 135 mark. År 1337 nämns Gregorius av Stavsäter. Gården tillhörde från 1600-talets början översten Anders Stuart den äldre (död 1640). Under hans tid kallades en del av gården Stuartsäter. Gårdens näste ägare blev sonen Johan Adolph Stuart (död 1667) och riksskattmästaren friherre Gustaf Bonde (1620–1667). År 1683 ägdes gårdens av mågen, kungliga rådet och greve Jakob Spens (död 1721) som säteri bestående av 1 mantal. Den ägdes senare vidare av hans dotter Hedvig Spens (död 1758). Hennes dotter dotter Hedvig Maria Taube (död 1758) tog senare över gården. Hon gifte sig 1765 med landshövdingen Fredric Ulric Hamilton (död 1797). Stavsäter ägdes därefter av deras son Hendrik Edvin Hamilton (död 1837) och dennes måg Johan Fredrik Boij (död 1861). Gården har även ägts av Boijs son i första äktenskapet och svåger i det andra kammarherren Adolf Fredrik Boij. Den ägdes från 1860-talet av Fredrik Tornborg.

## Gården
Egendomen låg vid Rengen och bestod av Stavsäter 2 3⁄4 mantal skattesäteri, Svartsäter 1⁄2 mantal och Farsbo 3⁄8. På egendomen fanns en kvarn och såg.